# Lotnisko Oława-Stanowice
Lotnisko Oława-Stanowice – zlikwidowane lotnisko usytuowane na północny zachód od Oławy pomiędzy drogą krajową nr 94, a rzeką Oławą na terenie województwa dolnośląskiego, w powiecie oławskim w gminie wiejskiej Oława.
Lotnisko to zostało wybudowane na potrzeby Luftwaffe i otrzymało kryptonim 'Kopernikus'. Także stąd startowały samoloty atakujące Polskę 1 września 1939 roku.
Po wojnie lotnisko zostało zajęte przez wojska radzieckie i włączone w skład 4. Armii Lotniczej i pełniło rolę lotniska zapasowego. Od momentu opuszczenia lotniska przez wojska radzieckie 15 października 1992 roku teren lotniska jest zagospodarowany na różne sposoby - zlokalizowano tam fabrykę firmy Bahlsen oraz osiedle domków jednorodzinnych.